# João Gilberto (альбом, 1961)
João Gilberto — третій альбом бразильського співака і гітариста Жуана Жілберту, випущений в березні 1960 року лейблом Odeon. Альбом разом з Chega de Saudade та O Amor, o Sorriso e a Flor вважається значною подією бразильської музики і жанру босанова.
Складається з композицій Антоніу Карлуса Жобіна, Вінісіуса ді Морайса, Карлуса Ліри, Дорівала Кайммі.

## Історія створення
В квітні 1960 року, після успіху другого альбому, Алоїзіу ді Олівейра, художній керівник студії звукозапису Odeon, зажадав почати новий проект. Він бажав підготувати до кінця року кілька записів Жуана Жілберту для нового альбому, аби студія мала можливість випустити рекламний сингл. Але втілення планів в життя було проблематичним: Жілберту гастролював у Бразилії, Латинській Америці та Європі, а композитор Антоніу Карлус Жобін мав інші проєкти. Запис, який, нарешті, розпочався 9 березня 1961 року, тривав лише три дні. У вересні 1960 року Алоїзіу ді Олівейра залишив посаду художнього керівника студії Odeon і цим тимчасово уповільнив темпи роботи більшості виконавців. Том Жобім, який користався допомогою ді Олівейра під час напружених ситуацій, що постійно виникали в його співпраці з Жуаном Жілберту, відмовився брати участь у аранжуванні третього альбому. Ця частина роботи лягла на плечі піаніста-аранжувальника Волтера Вандерлі. В перший день були записані «Saudade da Bahia» і «Samba da Minha Terra» Дорівала Кайммі, «Trenzinho» Лауру Майа, «Bolinha de Papel» Жеральдо Перейри. Попри всі сподівання технічного персоналу студії, другого дня почались ускладнення між Жуаном Жілберту та його музикантами. Спочатку вибагливий Жуан просив аранжувальника Волтера Вандерлі відтворити звук корабельного гудка для вступу до самби «O Barquinho» («Маленький човен»), демонстрував бажаний ефект власним голосом, але Волтер Вандерлі не міг знайти потрібного тону, урешті-решт Жуан зажадав виконання цього звуку на трубі, як чув в оригінальному виконанні гурту Anjos do Inferno, і запис пісні довелося відкласти. 11 березня було записано «Presente de Natal» і подальша робота остаточно припинилася.
Ісмаель Корреа, колишній директор з продажів, що обійняв посаду художнього керівника компанії Odeon замість Алоїзіу ді Олівейра, надав Жуану Жілберту повну свободу для запису альбому. Волтер Вандерлі негайно залишив свою участь в проекті, але знадобилось багато зусиль, аби переконати Тома Жобіма, нарешті, приєднатися в серпні 1961 року до запису разом з Жуаном Жілберту. З 2 серпня до 28 вересня тандем Жобіма і Жілберту відтворив необхідний корабельний гудок на тромбоні та записав «O Barquinho», по можливості задовольнив інші вимоги Жілберту і закінчив працювати над «O Amor em Paz», «Insensatez», «Este Seu Olhar», «Coisa Mais Linda» та «Você e Eu».
Реліз альбому відбувся у вересні 1961 року.
1962 року під назвою The Boss Of The Bossa Nova (Atlantic, 8070) альбом вийшов у США. В ньому збережено порядок треків, але містилася раніше неоприлюднена версія пісні «Este Seu Olhar». Лейбл World Pacific Records перевидав 1990 року три найвизначніші альбоми Жілберту (Chega de Saudade, O Amor, o Sorriso e a Flor та João Gilberto) на CD під назвою The Legendary João Gilberto: The Original Bossa Nova Recordings (1958—1961).

## Список композицій
| Трек | Назва                       | Автори                                   | Тривалість |
| ---- | --------------------------- | ---------------------------------------- | ---------- |
| A1   | «Samba da Minha Terra»      | Дорівал Кайммі                           | 2:19       |
| A2   | «O Barquinho»               | Роберто Менескаль, Роналду Босколі       | 2:28       |
| A3   | «Bolinha de Papel»          | Жеральдо Перейра                         | 1:15       |
| A4   | «Saudade da Bahia»          | Дорівал Кайммі                           | 2:16       |
| A5   | «A Primeira Vez»            | Bide, Marçal                             | 1:50       |
| A6   | «O Amor em Paz»             | Антоніу Карлус Жобін, Вінісіус ді Морайс | 2:19       |
| B1   | «Você e Eu»                 | Карлус Ліра, Вінісіус ді Морайс          | 2:28       |
| B2   | «Trem de Ferro (Trenzinho)» | Лауру Майа                               | 1:48       |
| B3   | «Coisa Mais Linda»          | Карлус Ліра, Вінісіус ді Морайс          | 2:48       |
| B4   | «Presente de Natal»         | Nelcy Noronha                            | 1:50       |
| B5   | «Insensatez»                | Антоніу Карлус Жобін, Вінісіус ді Морайс | 2:22       |
| B6   | «Este Seu Olhar»            | Антоніу Карлус Жобін                     | 2:11       |